# Divize B 1979/1980
V soubojích 15. ročníku České divize B 1979/80 se utkalo 14 týmů dvoukolovým systémem podzim – jaro. Tento ročník fotbalové soutěže začal v srpnu 1979 a skončil v červnu 1980.

## Nové týmy v sezoně 1979/80
Z 3. ligy – sk. A 1978/79 sestoupilo do Divize B mužstvo TJ Spolana Neratovice. Z krajských přeborů ročníku 1978/79 postoupila vítězná mužstva TJ Sepap Štětí ze Severočeského krajského přeboru a TJ BSS Brandýs nad Labem ze Středočeského krajského přeboru. Také sem byla přeřazena mužstva TJ Braník Pragoflora, TJ Slovan Varnsdorf, TJ Motorlet Praha a TJ Admira Praha 8 z Divize C.

## Výsledná tabulka
| Poř. | Tým                           | Z  | V  | R  | P  | VG | OG | B  |
| ---- | ----------------------------- | -- | -- | -- | -- | -- | -- | -- |
| 1.   | TJ Spolana Neratovice         | 30 | 21 | 1  | 8  | 57 | 30 | 43 |
| 2.   | TJ Baník Most                 | 30 | 16 | 9  | 5  | 45 | 21 | 41 |
| 3.   | TJ Slavia Karlovy Vary        | 30 | 12 | 11 | 7  | 43 | 35 | 35 |
| 4.   | TJ Sepap Štětí                | 30 | 13 | 7  | 10 | 49 | 39 | 33 |
| 5.   | TJ Sepap Jílové               | 30 | 12 | 9  | 9  | 38 | 29 | 33 |
| 6.   | TJ BSS Brandýs nad Labem      | 30 | 12 | 9  | 9  | 38 | 32 | 33 |
| 7.   | VTJ Karlovy Vary              | 30 | 13 | 6  | 11 | 41 | 37 | 32 |
| 8.   | TJ Admira Praha 8             | 30 | 12 | 8  | 10 | 35 | 38 | 32 |
| 9.   | TJ CHZ Litvínov               | 30 | 12 | 5  | 13 | 34 | 44 | 29 |
| 10.  | TJ Motorlet Praha             | 30 | 8  | 11 | 11 | 34 | 32 | 27 |
| 11.  | TJ Braník Pragoflora          | 30 | 9  | 8  | 13 | 29 | 42 | 26 |
| 12.  | TJ Chemička Ústí nad Labem    | 30 | 9  | 7  | 14 | 28 | 38 | 25 |
| 13.  | TJ Spartak Roudnice nad Labem | 30 | 9  | 6  | 15 | 35 | 47 | 24 |
| 14.  | TJ Slovan Varnsdorf           | 30 | 7  | 9  | 14 | 24 | 38 | 23 |
| 15.  | TJ Baník Sokolov              | 30 | 8  | 6  | 16 | 42 | 53 | 22 |
| 16.  | TJ Kaučuk Kralupy nad Vltavou | 30 | 8  | 5  | 17 | 20 | 37 | 21 |

Poznámky:
- Z = Odehrané zápasy; V = Vítězství; R = Remízy; P = Prohry; VG = Vstřelené góly; OG = Obdržené góly; B = Body

|  | Postup do 2. ligy – sk. A 1980/81                |
|  | Sestup do příslušného oblastního přeboru 1980/81 |